# David Pastor
David Pastor (Sedaví, 1974) és un trompetista de jazz valencià que el 2007 va formar part de la banda del programa de televisió Buenafuente.

## Discografia
- "Introducing David Pastor" (Omix Records, 2002)[2]
- "Stringwoks" (Omix Records, 2006)[3]